# Gudmund Dahl
Gudmund Dahl, född 13 januari 1739 i Uddevalla, död 27 juni 1826 i Göteborg, var en svensk godsägare och brukspatron.
Gudmund Dahl var son till Johan Dahl och Christina (född Bäck). På mödernet var han ättling i fjärde led till Claus Påvelsson. Gudmund Dahl gifte sig med Christina (född Hülphers Kullman), dotter till Sven Erik Kullman och Maria (född Hülphers). I familjens 16-hövdade barnaskara ingick bland annat Jacob Dahl och Sven Abraham Dahl.
Dahl var inledningsvis bokhållare vid familjen Kullmans affärsrörelse. Så småningom blev han själv brukpatron för ett sockerbruk. Han bedrev vidare med hallrättens tillstånd av den 14 september 1773 en snustillverkning under firmanamnet G. Dahl & Co, tillsammans med skeppsklareraren Johan Håkan Leffler (1745-1813).
Dahl var medlem av styrelsen för Handels-Societeten i Göteborg. Oaktat som herrnutare innehade han även uppdraget som kyrkoföreståndare vid Gustavi församling i Svenska kyrkan.